# Żyły ramienne

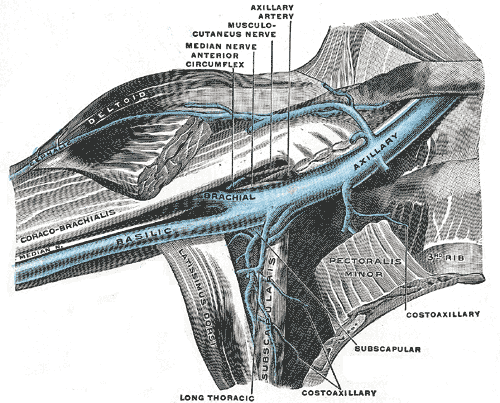
Układ żylny jamy pachowej. Widoczna żyła ramienna wspólna (podpisana brachial).

Żyły ramienne (łac. venae brachiales) – w anatomii człowieka naczynia żylne towarzyszące (comitantes) tętnicy ramiennej.
Wykształcają się ze spływu, tworzonego przez następujące żyły: łokciowe, promieniowe oraz uchodzące do nich żyły międzykostne i wsteczne (łokciowe i promieniowe). Posiadają identyczny przebieg i dopływy jak jednoimienna tętnica. Mogą tworzyć ze sobą sploty i anastomozy, również z żyłami powierzchownymi. Kończą się, przechodząc w żyłę pachową przy dolnym brzegu mięśnia piersiowego większego albo już wcześniej razem formując żyłę ramienną wspólną (vena brachialis communis); do tej ostatniej uchodzi wówczas żyła odłokciowa. 